# Kepohkencono
Kepohkencono is een bestuurslaag in het regentschap Pati van de provincie Midden-Java, Indonesië. Kepohkencono telt 3179 inwoners (volkstelling 2010).